# Dziewięć psów Świętego Mikołaja
Dziewięć psów Świętego Mikołaja lub Gwiazdka dziewięciu psiaków (ang. Nine Dog Christmas) – amerykański film animowany z 2001 roku, opowiadający o przygodach psiaków.

## Opis fabuły
Nadchodzą święta, przygotowane przez elfy prezenty czas rozwieść dzieciom. Jest jednak mały problem, gdyż wszystkie renifery Mikołaja zachorowały. Pan Brzęczyk reprezentant wszystkich elfów musi znaleźć nowe renifery. Jak się szybko okazało nie jest to takie proste jakby się wydawało. Do „armii” Świętego Mikołaja dołączają więc psy, których czeka dużo nauki.

## Obsada
- James Earl Jones − Narrator
- Scott Hamilton − Buzz
- Russi Taylor − Agnes Anne
- Randy Rice − Pierre / Tiny / Chester / Snowplow
- Mitch Urban − Tank / Frenchie / No Name
- Jeanine DiTomasso − Q-T
- Keith Silverstein − Cheech / Desk Sergeant
- Thomas Garner − McGregor / Fetch
- Pat Fraley − Santa / Number 2 Elf
- Gil Ellis − Butcher

## Wersja polska
Opracowanie i udźwiękowienie wersji polskiej: Studio Sonica

Reżyseria: Miriam Aleksandrowicz

Dialogi polskie: Maciej Michalski

Dźwięk i montaż: Ilona Czech-Kłoczewska

Organizacja produkcji: Elżbieta Kręciejewska

Udział wzięli:
- Maria Peszek − Lalunia
- Paweł Szczesny − Płatek
- Jan Aleksandrowicz − Ciap
- Janusz Wituch − Cheech
- Jarosław Boberek − McGregor
- Zbigniew Suszyński − Aport
- Modest Ruciński − Drops
- Wojciech Paszkowski − Q-T
- Jacek Czyż − Pierre
- Jacek Rozenek − Frenchie
- Beata Wyrąbkiewicz − Agusia
- Jarosław Domin − Pan Brzęczyk

oraz
- Jacek Mikołajczak − Narrator
- Andrzej Blumenfeld − Święty Mikołaj
- Tomasz Jarosz
- Anna Apostolakis − Amorek
- Iza Dąbrowska − Mama
- Jerzy Dominik − Pan Wilson
- Radosław Popłonikowski
- Cezary Kwieciński − Elf #2
- Mieczysław Morański − Mały
- Miriam Aleksandrowicz

i inni
Kierownictwo muzyczne i teksty piosenek: Marek Krejzler

Piosenki śpiewali: Maria Peszek, Patrycja Gola, Krzysztof Pietrzak i Adam Krylik